# Maud Muller (film 1909)
Maud Muller è un cortometraggio muto del 1909 diretto da Tom Ricketts. È la prima trasposizione per lo schermo del poema di John Greenleaf Whittier. Nel 1911, uscì un altro Maud Muller diretto da Otis Turner, mentre Ricketts ne fece un remake, Maud Muller sempre per la Nestor Film Company nel 1912.

## Produzione
Il film fu prodotto dalla Essanay Film Manufacturing Company.

## Distribuzione
Distribuito dalla Essanay Film Manufacturing Company, il film uscì nelle sale cinematografiche USA il 27 ottobre 1909.